# Ніколя Мальбранш
Ніколя́ Мальбра́нш (фр. Nicolas Malebranche, 1638–1715) — французький філософ, який своєрідно видозмінив учення Декарта.

## Життя та твори
Народився в Парижі, вивчав Богослів'я в Сорбонні, у віці 23 роки вступив до релігійної конгрегації Ораторіанців. Познайомившись із творами Декарта, присвятив себе філософії, не полишаючи релігійної точки зору.
Життя його, бідне на зовнішні події, пройшло в безперервній розумовій роботі. Головний свій твір, «Recherche de la vérité» (Дослідження про істину), він виправляв та переробляв протягом 40 років (1 видання, 1673 року, останнє за його життя, 4-е, 1712 року). Інші його твори:
- «Conversations métaphysiques et chrétiennes» (1676),
- «Traité de la nature et de la grâce» (1680),
- «Méditations métaphysiques et chretiennes» (1684),
- «Traité de la morale» (1684),
- «Entretiens sur la métaphysique et la religion» (1688),
- «Traité de l'amour de Dieu» (1697)
- «Entretiens d'un philosophe chrê tien et d'un philosophe chinois sur l'existence de Dieu» (1708).

Крім цього, він багато полемізував, у брошурах та листах, з сучасними йому філософами та богословами, особливо з Арно. Перед смертю його відвідав Берклі і між ними відбулась тривала суперечка.

## Вчення
У точці відправлення своєї філософії Мальбранш оригінально видозмінює «метод» Декарта. Людина, щоб користуватися властивою для неї розумною свободою, повинна визнавати чи приймати (теоретично та практично) лише те, за що внутрішньо ручається голос її розуму та сумління.
Звідси два основні правила, з яких одне відноситься до наук, а інше до моральності: 1) цілком погоджуватися потрібно лише з твердженнями настільки очевидними, що відкинути їх не можна без внутрішнього, хворобливого відчуття та таємних докорів розуму і 2) ніколи не потрібно любити безумовно те благо, яке можна не любити без докорів сумління. Дотримання цих правил веде до пізнання істини і до володіння справжнім благом, а відступ від них виражається через різні помилки, які приховують від нас істину та благо.
Мальбранш розрізняє:
- 1) омана почуттів,
- 2) омана уяви,
- 3) омана чистого Мислення або Розуміння (entendement pur),
- 4) омана схильностей
- 5) омана пристрастей.

Кожному з цих видів оман присвячено по книзі в його головному творі, а остання, 6-та книга, містить технічні вказівки щодо способів наукового дослідження. Почуття самі по собі, тобто в сенсі суб'єктивних душевних станів, ніколи нас не обманюють: коли ми відчуваємо світло, тепло, звук тощо, то ми дійсно все це відчуваємо, і тут не може бути помилки. Вона відбувається, коли ми від відчуттів переходимо до того, що відчувається, і чуттєві якості, що існують лише в нашій душі, як от кольори, звуки і т. д., приписуємо зовнішнім предметам. Насправді за допомогою відчуттів ми не пізнаємо ніяких властивостей зовнішнього буття, а лише стан нашої душі, оскільки вона пов'язана з тілом. Мальбранш наполегливо повторює думку, що відчуття дані нам не для пізнання предметів, лише для збереження нашого тілесного життя: вони сповіщають душу лише про те, що відбувається в навколишньому середовищі по відношенню до нашого тіла, щоб викликати з нашого боку ту чи іншу реакцію для його збереження. Точно так само почуття задоволення та страждання призначені спочатку лише для того, щоб спонукати нас до дій корисних та застерігати від шкідливих, і лише помилкове перенесення цих почуттів на предмети, які їх випадково викликають, змушує нас бачити в цих предметах самостійне благо чи самостійне зло. Правильна дія розуму показує, що єдине справжнє благо є те, від чого залежить та відбувається все інше, а саме абсолютна субстанція, або божество, а єдине зло — ухилення від волі Божої. Зовнішні предмети, непізнавані для відчуттів, ми пізнаємо за допомогою ідей, або уявлень. «Я розумію під ідеєю, — говорить Мальбранш, — лише те, що безпосередньо чи найближчим чином стоїть перед нашим розумом, коли він вбачає або сприймає який-небудь предмет». Хоча ідеї існують в нашому розумі, однак вони є не лише суб'єктивними станами нашої душі, усвідомлювані в простому внутрішньому почутті: ідеї мають об'єктивну визначеність та реальність, мають її не через наявність нашого розуму, який лише сприймає, а не творить предмети. Наш розум пізнає ідеї не як частини або висловлення його власної сутності, а як щось, що від нього не залежить. Залишається, отже, визнати, що ідеї дані через Бога, котрий містить нескінченну повноту всякого буття, і що ми пізнаємо їх, оскільки пізнаємо Бога, або що ми бачимо є речі в Бозі. Бога ж ми пізнавати можемо тому, що всі творіння, між іншим і ми самі, суть лише недосконалі частки божественної істоти (des participations imparfaites de l' être divin).
Мальбранш розрізняє 4 роди пізнання: 1) пізнання предмета через нього самого — таким чином ми пізнаємо лише Бога, який сам відкриває свою сутність нашому розуму; 2) пізнання через ідеї — таким способом ми пізнаємо зовнішні предмети; 3) пізнання через внутрішнє відчуття або безпосередньо свідомість — у такий спосіб ми знаємо про нашу власну душу і її різні стани; 4) пізнання через міркування (par conjecture) — у такий спосіб ми знаємо про інші живі істоти. Оскільки наш розум хоча й прагне до нескінченного або досконалого пізнання, але не має його у дійсності, то ми не маємо права стверджувати, що все буття вичерпується двома відомими нам родами субстанцій духовних (або мислячих) та тілесних (або протяжних); точно так само ми не маємо права зараховувати Божество до духовних субстанцій на тій лише підставі, що ми не знаємо нічого більш досконалого, ніж наш дух. Єдине істинне ім'я Боже є той, хто є, тобто істота без будь-якого обмеження, всюдисущій, або все буття (tout être), — істота нескінченна та всезагальна. Крім філософії та богослів'я, Мальбранш був ґрунтовно знайомий з природничими науками.
У своїй критиці чуттєвого пізнання він спирається, між іншим, на щойно зроблені в його час відкриття Мальпігі і Сваммердама в області мікроскопічної зоології, і в зв'язку з цим є прихильником теорії панспермізму (вчення про те, що в первинному насінні вже містяться реально всі наступні покоління), яку прийняв потім Лейбніц, а згодом підтримував Дарвін. Метафізика Мальбранша являє собою оригінальне поєднання двох перехідних моментів: від декартового дуалізму та механічного реалізму до пантеїзму Спінози, з одного боку, і до берклієвського ідеалізму — з іншого.

## Критика
Визнання всякого буття за безпосереднє, хоча і недосконалу приналежність до сутності Божої і визначення людського пізнання як бачення всього в Бозі призводять прямо до пантеїзму, а вчення про те, що пізнавані предмети дійсно дані в ідеях нашого розуму, перетворює реальні тіла, або «протяжні субстанції», в абсолютно зайві двійники цих ідей і, отже, веде до заперечення зовнішнього світу або чистого ідеалізму. У Мальбранша ці думки залишаються недомовленими, що позбавляє його від явних безглуздостей, але, разом з тим, позбавляє його систему послідовності та цілісності. Його викладу, при великій простоті та ясності, бракує стрункості та внутрішньої зв'язності. Проблиски геніальних думок залишаються без розвитку та губляться в довгих міркуваннях, що мають лише зовнішнє відношення до справи та позбавлених філософського інтересу. Одним з перших, хто піддав філософські погляди Мальбранша критиці, був французький філософ Симон Фуше.